# Isochilus chiriquensis
Isochilus chiriquensis es una especie de orquídea epífita nativa de México hasta Colombia.

## Descripción
Son orquídeas de tamaño pequeño y mediano, que prefiere el clima templado a frío, epífitas de hasta 40 cm de alto; tallos patentes hasta péndulos, 1–2 mm de ancho, revestidos de vainas lisas o a veces inconspicuamente verrugosas en la base. Hojas lineares, 4–6 cm de largo y 2–3.5 mm de ancho. Inflorescencia unilateral densa, con 10–20 flores, la bráctea floral ovado-elíptica, hasta 11 mm de largo, con un apículo pequeño en el ápice contraído, las flores rosado-purpúreas, el labelo blanco con 2 manchas café-rojizas obscuras en el lobo apical; sépalos elíptico-lanceolados, 10 mm de largo y 3.5 mm de ancho, subagudos, connados hasta por encima de la mitad; pétalos elíptico-lanceolados, 9 mm de largo y 3 mm de ancho, agudos; labelo cuneado, 10 mm de largo y 3 mm de ancho, algo contraído por arriba de la mitad formando así un lobo apical ovado, obtuso, con uña sacciforme; columna 7 mm de largo, ápice 3-denticulado; ovario y pedicelo juntos 5 mm de largo.

## Distribución y hábitat
Encontrado en México, Guatemala, El Salvador, Honduras, Nicaragua, Panamá y Colombia, donde es común en los bosques densos y en cafetales, en alturas de 900–1500 metros.

## Taxonomía
Isochilus chiriquensis fue descrita por Rudolf Schlechter y publicado en Repertorium Specierum Novarum Regni Vegetabilis, Beihefte 17: 25–26. 1922.
Etimología
Isochilus: nombre genérico que deriva de dos palabras latinizadas del griego: ισος (isos), que significa "igual" y χειλος (kheilos), que significa "labio", en referencia al hecho de que sus pétalos y sépalos tienen el mismo tamaño del labio.
chiriquensis: epíteto geográfico que alude a su localización el la Provincia de Chiriquí.
Sinonimia
- Isochilus amparoanus Schlechter 1922
- Isochilus major var amparoanus [Schlechter] Correll 1941[1][3][4]